# 에런 놀라
에런 마이클 놀라(Aaron Michael Nola, 1993년 6월 4일 ~ )는 미국의 야구 선수로, 메이저 리그에 소속되어 있는 필라델피아 필리스의 투수이며 한때 10타자 연속 탈삼진이란 세계 프로야구 연속 타자 탈삼진 기록을 보유하기도 했다.

1. ↑  서장원 (2021년 6월 26일). “필라델피아 애런 놀라, 10타자 연속 탈삼진 쇼…MLB 타이 기록”. news1. 2022년 5월 14일에 확인함.